# Chauliodoniscus ovalis
Chauliodoniscus ovalis is een pissebed uit de familie Haploniscidae. De wetenschappelijke naam van de soort is voor het eerst geldig gepubliceerd in 1962 door Menzies.